# Gestió d'Infraestructures
Gestió d'Infraestructures, S.A.U. (GISA) fou una empresa pública catalana dedicada a projectar, construir, conservar, explotar i promoure infraestructures i edificacions per encàrrec de la Generalitat de Catalunya.
GISA fou creada el 1990 amb la finalitat inicial d'enllestir les infraestructures relacionades amb els Jocs Olímpics de Barcelona 1992. Des d'aleshores GISA ha participat en l'extensió i manteniment de la xarxa viària i ferroviària catalana, la construcció d'equipaments sanitaris i educatius, jutjats, comissaries, parcs de bombers, etc.
GISA va desaparèixer el 2012 quan el Govern fusionà les tres empreses catalanes d'infraestructures (la mateixa GISA, Regs de Catalunya i Reg Sistema Segarra-Garrigues) en una nova empresa anomenada Infraestructures de la Generalitat de Catalunya.